# 모이차 라타이
모이차 라타이(슬로베니아어: Mojca Rataj, 1979년 12월 9일 ~ )는 슬로베니아 태생의 보스니아 헤르체고비나의 알파인 스키 선수이다. 2004년까지 슬로베니아 국가대표 선수로 활동하였고, 2005년부터 보스니아 헤르체고비나 대표 선수로 활동했다. 슬로베니아 국가대표로서 유니버시아드에서 은메달 1개를 획득했으며, 보스니아 국가대표로 2006년 동계 올림픽에 참가했다.